# Максимов, Евгений Яковлевич
Евге́ний Я́ковлевич Макси́мов (1849—1904) — русский подполковник, корреспондент, журналист, путешественник.

## Биография
Евгений Максимов родился в семье офицера. Учился некоторое время в технологическом институте и на юридическом факультете Санкт-Петербургского университета. Сдав экзамен на офицерский чин, вступил в ряды лейб-гвардии Кирасирского полка. Через некоторое время по семейным обстоятельствам, уволившись из гвардии, перевёлся в корпус жандармов, где прослужил несколько лет.

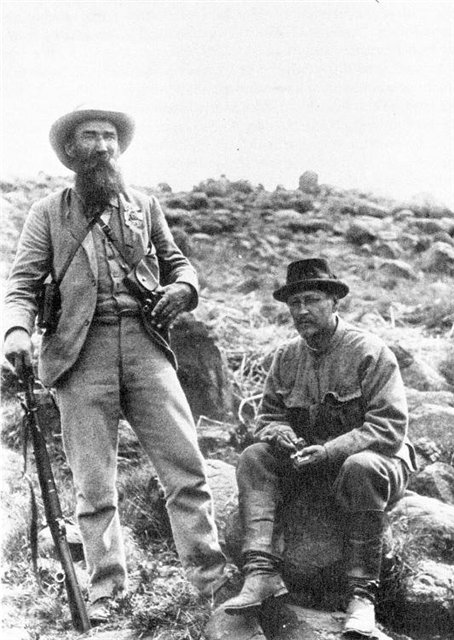
Полковник Е. Я. Максимов (справа) вместе с «дедушкой» южноафриканского спецназа генералом П. Кольбе.

В 1875 году Е. Я. Максимов отправился добровольцем в Сербию; участвовал в русско-турецкой войне 1877—1878 годов.
В 1880 году отправился с отрядом Красного Креста в Ахал-текинскую экспедицию с мая 1880 года и заведовал при генерале-адъютанте Скобелеве передовым летучим отрядом.
В 1896 году поехал в Абиссинию корреспондентом «Нового Времени», снарядил караван и добрался до Аддис-Абебы.
В 1897 году Евгений Яковлевич Максимов совершил путешествие в Среднюю Азию.
Во время англо-бурской войны отправился в Трансвааль, поступил в состав «европейского легиона» и после гибели его начальника, де Вильбуа, командовал этим легионом. В мае 1900 года стал бурским фехт-генералом (боевым генералом).
Кроме военной карьеры, Максимов отличился и на литературном поприще, печатая свои статьи в «Новом времени», «Русском инвалиде», «Московских ведомостях» и в других журналах и газетах.
В августе 1901 года в Петербурге Максимов участвовал в дуэли с Александром фон Сайн-Витгенштейн-Берлебург (наследник древнейшей немецкой фамилии, 28-летний адъютант собственного Его Императорского Величества конвоя), трагически закончившейся для последнего.
Во время войны России с Японией Максимов Евгений Яковлевич поступил в 36-й Орловский пехотный полк и погиб в сражении на реке Шахе 1(14) октября 1904 года.